# Vasile Negrei
Vasile Negrei (n. 11 iunie 1885 – d. secolul al XX-lea) a fost un general român care a luptat în cel de-al Doilea Război Mondial.
Grade: sublocotenent - 01.07.1907, locotenent - 01.07.1910, căpitan - 01.04.1915, maior - 01.04.1917, locotenent-colonel - 01.04.1920, colonel - 01.04.1926, general de brigadă - , general de divizie -, general de corp de armată - 16.10.1935; trecut în corpul tehnic la data de 24.06.1939; general de divizie - 08.06.1940.
A fost înaintat la gradul de general de divizie cu începere de la data de 8 iunie 1940.